# On the border (nummer)
On the border is een nummer van de Britse muzikant Al Stewart. Het is de tweede en tevens laatste single afkomstig van zijn album Year of the cat uit 1976. Op 22 april 1977 werd het nummer op single uitgebracht.

## Achtergrond
De plaat gaat over de Baskische afscheidingsbeweging en de Rhodesische Crisis. Kenmerk van het nummer is de lange monotone synthesizernoten op de achtergrond.
De B-kant Flying sorcery gaat over de luchtvaart: Amy Johnson, Kitty Hawk, Icarus en Leonardo da Vinci komen voorbij net als de term 'Vliegend circus'.
De plaat bereikte in thuisland het Verenigd Koninkrijk de UK Singles Chart niet en werd uitsluitend in Nederland, België (Vlaanderen, Wallonië) en de Verenigde Staten een hit.
On the border was de laatste hit van Stewart in Nederland en België. In Nederland was de plaat op vrijdagavond 15 april 1977 Veronica Alarmschijf in haar destijds uur zendtijd op Hilversum 3 en werd een grote hit in de destijds twee landelijke hitlijsten op de nationale publieke popzender. De plaat bereikte de 5e positie in de Nederlandse Top 40 en de 6e positie in de Nationale Hitparade. In de op Hemelvaartsdag 27 mei 1976 gestarte nieuwe Europese hitlijst op Hilversum 3, de TROS Europarade, bereikte de plaat de 15e positie.
In België bereikte de plaat de 14e positie in de voorloper van de Vlaamse Ultratop 50 en de 11e positie in de Vlaamse Radio 2 Top 30. In Wallonië werd de 30e positie bereikt
Tevens stond de plaat van de eerste editie in december 1999 tot en met 2020 genoteerd in de jaarlijkse NPO Radio 2 Top 2000 van de Nederlandse publieke radiozender NPO Radio 2.

## Hitnoteringen

### Nederlandse Top 40
| Positie: | 21 | 11 | 6 | 5 | 5 | 13 | 20 | 29 | 38 | uit |

### Nationale Hitparade
| Positie: | 24 | 12 | 10 | 6 | 7 | 14 | 17 | 29 | uit |

### TROS Europarade
Hoogste notering: #15 in week 21 van 1977.

### Vlaamse Radio 2 Top 30
| Positie: | 19 | 13 | 17 | 19 | 11 | 18 | uit |

### Vlaamse Ultratop 50
| Positie: | 21 | 14 | 17 | 17 | 18 | 23 | 28 | uit |

### NPO Radio 2 Top 2000
| Nummer met noteringen in de NPO Radio 2 Top 2000 | '99 | '00 | '01 | '02 | '03 | '04 | '05 | '06 | '07 | '08 | '09 | '10 | '11 | '12  | '13  | '14  | '15  | '16  | '17  | '18  | '19  | '20  |
| ------------------------------------------------ | --- | --- | --- | --- | --- | --- | --- | --- | --- | --- | --- | --- | --- | ---- | ---- | ---- | ---- | ---- | ---- | ---- | ---- | ---- |
| On the border                                    | 602 | 320 | 197 | 189 | 298 | 360 | 374 | 435 | 339 | 342 | 859 | 564 | 859 | 1128 | 1354 | 1435 | 1478 | 1529 | 1378 | 1920 | 1709 | 1942 |

1. ↑  Een vetgedrukt getal geeft de hoogste notering aan.
2. ↑  Deze tabel is bijgewerkt tot en met de laatste editie (2024).